# O Carro do Amor
O Carro do Amor foi um reality show português transmitido pela SIC de 2 de janeiro a 15 de março de 2019. Foi apresentado por Diana Chaves.

## Formato
Duas pessoas solteiras que não se conhecem e andam à procura do amor são selecionadas para se encontrarem num carro e, juntas, enfrentarem uma viagem recheada de imprevistos divertidos.
Ao longo do percurso, os candidatos a encontrar o amor são orientados por um imprevisível GPS com o nome de Valentina, que os provoca com perguntas indiscretas, situações inusitadas e convidados surpreendentes… Tudo para que os dois se conheçam melhor e descubram se são compatíveis para uma eventual relação amorosa.
Ao longo do programa, dois Coaches bem conhecidos do grande público, Eduardo Torgal e Cris Carvalho, vão interpretar a linguagem dos concorrentes e ajudar a entender o seu comportamento.
No final da viagem, os candidatos decidem se querem continuar juntos, se querem uma nova viagem ou se cada um deve seguir o seu caminho.

## Audiências
O Carro do Amor estreou na liderança, conquistando 9,1% de audiência média e 20,5% de share.